# (9646) 1995 BV
A (9646) 1995 BV egy kisbolygó a Naprendszerben. Kobajasi Takao fedezte fel 1995. január 25-én.